# هرمان شير
هرمان شير (بالألمانية: Hermann Scheer) (و. 1944 – 2010 م) هو سياسي، وكاتب غير روائي، واقتصادي ألماني، كان عضوًا في الحزب الديمقراطي الاجتماعي الألماني، شارك في الانتخابات الرئاسية الألمانية 2009، والانتخابات الرئاسية الألمانية 2010، والانتخابات الرئاسية الألمانية 2004، والانتخابات الرئاسية الألمانية 1999 ‏، وكان عضوًا في الجمعية البرلمانية لمجلس أوروبا، توفي في برلين، عن عمر يناهز 66 عاماً.

## مناصب
تولى منصب عضو في البوندستاغ الألماني (4 نوفمبر 1980–29 مارس 1983).

## التعليم
تعلم في جامعة هايدلبرغ.

## جوائز
حصل على جوائز منها:
- جائزة رايت ليفيلهوود (1999)
- صليب وسام الاستحقاق من جمهورية ألمانيا الاتحادية.

## وصلات خارجية
- هرمان شير على موقع IMDb (الإنجليزية)
- هرمان شير على موقع مونزينجر (الألمانية)
- هرمان شير في قاعدة بيانات الأفلام على الإنترنت